# Automotores Argentinos

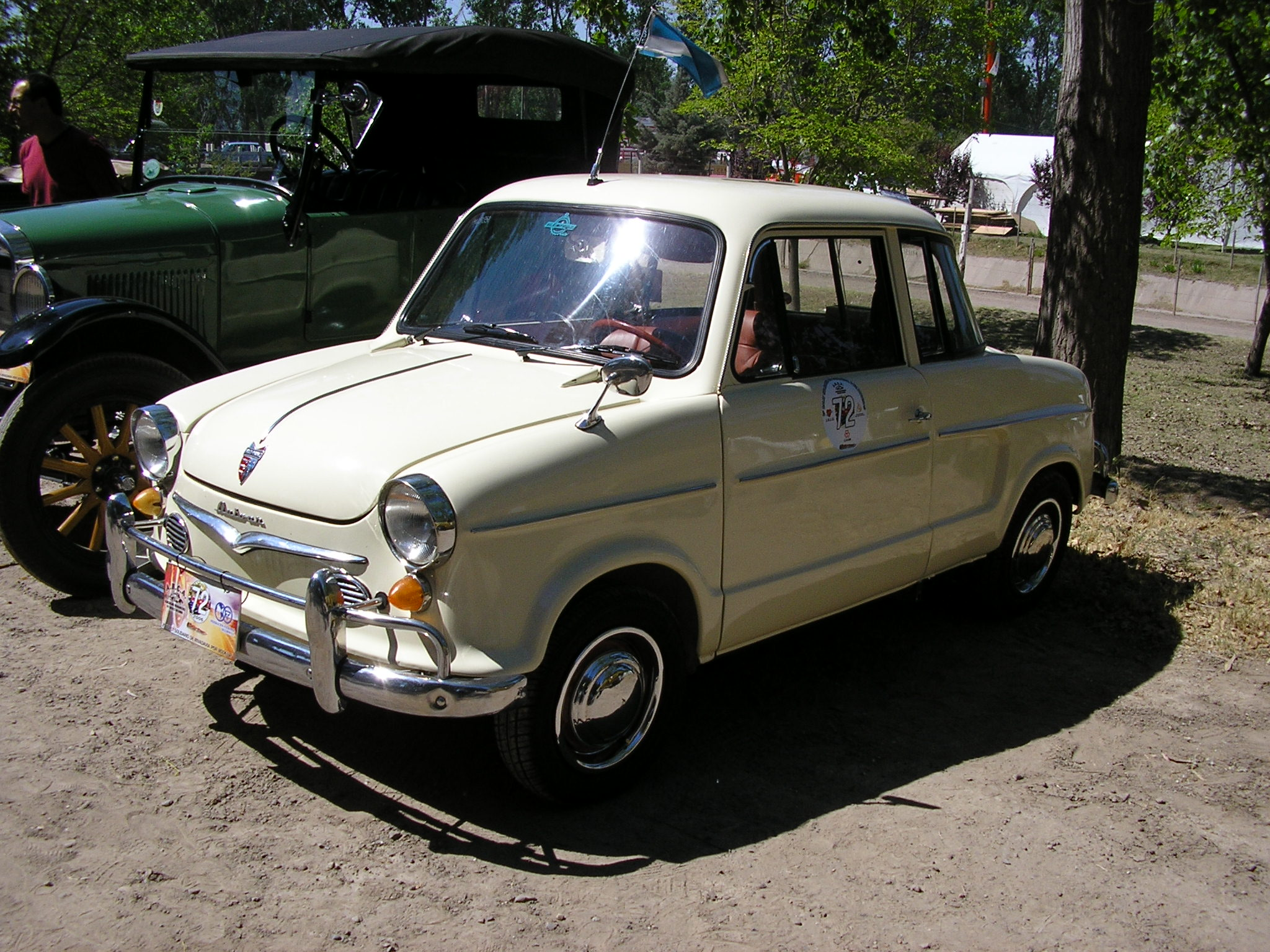
NSU Prinz von Automotores Argentinos

Automotores Argentinos SA war ein argentinischer Hersteller von Automobilen.

## Unternehmensgeschichte
Das Unternehmen hatte seinen Sitz in Tigre in der Nähe von Buenos Aires. Das Gründungsjahr ist nicht bekannt. Piero Dusio war im Betrieb tätig – laut einer Quelle war er auch der Gründer. Die Produktion von Automobilen begann je nach Quelle 1947 oder 1950. Der Markenname lautete unter anderem Autoar. Eine Quelle gibt an, dass zumindest anfangs auch Fahrzeuge von Fiat in Lizenz gefertigt wurden. 1959 kam es zu einem Vertrag mit den NSU Motorenwerken, woraufhin 1960 die Lizenzfertigung des NSU Prinz begann. 1961 wurde der eigene Markenname für Pkw und 1962 auch für Nutzfahrzeuge aufgegeben. 1962 oder 1966 endete die Produktion.

## Fahrzeuge
Ab 1950 entstanden Nutzfahrzeuge. Der Motor mit 2199 cm³ Hubraum stammte von Jeep. 1951 folgte eine zweitürige Limousine mit dem gleichen Motor. Später in den 1950er Jahren wurde die Limousine eingestellt und stattdessen auf dieser Basis ein Kombi und ein Pick-up angeboten. Für den Kombi stand außer dem Jeep-Motor auch ein Vierzylindermotor von Fiat mit 1900 cm³ Hubraum zur Verfügung.
Zwischen 1958 und 1962 gab es mit dem Micropanorámico einen Kleinbus, einen Pick-up und einen Kastenwagen in Frontlenkerbauweise.
Der NSU Prinz hatte einen Zweizylinder-Viertaktmotor mit 75 mm Bohrung, 66 mm Hub, 583 cm³ Hubraum und 30 PS Leistung. Die Fahrzeuge waren bei einem Radstand von 2000 mm 3145 mm lang, 1420 mm breit und 1350 mm hoch. Das Leergewicht war mit 506 kg angegeben.

## Produktionszahlen
Von der Limousine der Marke Autoar sowie den davon abgeleiteten Kombis und Pick-ups entstanden etwa 1500 Fahrzeuge, davon 204 im Jahre 1961. Vom Micropanorámico entstanden 597 Kleinbusse, 372 Pick-ups und 103 Kastenwagen, in der Summe also 1072 Fahrzeuge. Vom NSU Prinz wurden insgesamt 2228 Fahrzeuge oder 2432 Fahrzeuge gefertigt.